# 데이비드 록펠러
데이비드 록펠러(David Rockefeller, 1915년 6월 12일 ~ 2017년 3월 20일)는 은행가, 사업가이며, 록펠러 가문의 당주였다. 1915년 6월 12일, 뉴욕에서 6남매 중 막내로 태어났다.